# La Patrouille des sables
Pour plus de détails, voir Fiche technique et Distribution.
La Patrouille des sables est un film français, coproduit par l'Espagne, coécrit et réalisé par René Chanas, sorti en 1954.
Le film a été réalisé parallèlement en version espagnole par Feliciano Catalàn sous le titre Tres hombres van a morir.

## Fiche technique version française
- Titre original : La Patrouille des sables
- Réalisation : René Chanas
- Scénario : Gabriel Arout
- Dialogue :  René Chanas
- Décorateur : Lucien Aguettand
- Photographie : Jean Lehérissey
- Montage : Paul Cayatte
- Son : Urbain Loiseau
- Musique : Georges Van Parys
- Production : Benito Perojo
- Directeur de la production : Evrard de Rouvre
- Sociétés de production :  La Société des films Sirius [France], Producciones Benito Perojo [Espagne], Véga Films [France]
- Pays de production:  France
- Langue : français
- Format : Couleur (Eastmancolor) - 1,37:1 - 35 mm - Son mono
- Genre : Drame - Aventure
- Durée : 92 minutes
- Date de sortie : 
  - France : 16 août 1954
- Affiches : Jacques Bonneaud, Guy-Gérard Noël (France)

### Distribution version française
- Michel Auclair : Pierre de Prémont, un ingénieur aventurier à la recherche d'un filon d'or dans le Sud-Oranais.
- Emma Penella : Hélène, la fiancée du capitaine Faviet
- Marcel Dalio : Maillard, le deuxième aventurier, évadé du bagne
- Marc Cassot : le capitaine Favier, commandant des méharistes
- Dany Carrel : Taina, une jeune métisse qui aide les trois aventuriers à échapper aux Touareg
- Raymond Cordy : Peauleguin
- Julio Peña : Luis, un guitariste, le troisième aventurier
- Marcel Rouzé : le colonel

## Fiche technique version espagnole
- Titre : Tres hombres van a morir
- Réalisation : Feliciano Catalàn
- Scénario : Jesús María de Arozamena
- Dialogue : René Chanas
- Production : Benito Perojo
- Pays :  Espagne
- Langue : espagnol
- Genre : Drame - Aventure
- Durée : 105 minutes
- Date de sortie : 
  - Espagne : 17 janvier 1955

### Distribution version espagnole
- Michel Auclair : Pierre de Prémont
- Dany Carrel : Taina
- Marc Cassot : Capitaine Faviet
- Marcel Dalio : Maillard
- Emma Penella : Héléna
- Marcel Rouzé : Le Colonel
- Julio Peña : Luis
- José Toledano
- Carmen Ariel
- Carmen de Bronce